# گزلوبلاغ
گزلوبلاغ (ترکی آذربایجانی: Gözlübulaq) یک منطقهٔ مسکونی در جمهوری آرتساخ است که در استان شاهومیان واقع شده‌است.